# Nueva Liga Feminista
La Nueva Liga Feminista (NLF) és un partit polític d'esquerres i feminista a Costa Rica fundat l'any 2005 però que, en no estar reinscrit a les eleccions de 2010, segurament serà aviat cancel·lat. La seva líder és Ana Felicia Torres Redondo.
El partit va ser fundat l'any 2005 per un grup de dones dirigents, feministes i d'esquerres, primer per a presentar-se a les eleccions provincials de San José de l'any 2006. Van inscriure una llista de candidatures, encapçalada per Ana Felicia Torres, per a diputats d'aquesta província, i per a regidors al cantó de Tarrazú; però no van aconseguir cap escó com a diputades ni com a regidores. El partit no va participar en les eleccions municipals d'aquell mateix any ni s'ha reinscrit per a les de 2010.
La ideologia és feminista i d'esquerres. Es posiciona obertament a favor del matrimoni homosexual i dels drets sexuals i reproductius de les dones, incloent una legalització i regularització adient de l'avortament, temes que resulten controvertits en una societat relativament conservadora com és la de Costa Rica.